# Tower Hill (Antarktika)
Der Tower Hill (englisch für Turmhügel, in Chile Monte Torre ‚Turmberg‘) ist ein 1125 m hoher, spitz-kegelförmiger Hügel auf der Trinity-Insel im Palmer-Archipel vor der Westküste der Antarktischen Halbinsel. Er überragt den nordwestlichen Teil der Insel.
Der genaue Benennungshintergrund ist unbekannt. Vermutet wird eine deskriptive Benennung durch Edward Hughes, Kapitän des britischen Robbenfängers Sprightly, der zwischen 1824 und 1825 in diesen Gewässern um den Palmer-Archipel operiert hatte.